# La Neuville-aux-Joûtes
 La Neuville-aux-Joûtes  es una población y comuna francesa, en la región de Champaña-Ardenas, departamento de Ardenas, en el distrito de Charleville-Mézières y cantón de Signy-le-Petit.

## Demografía
| 479 | 451 | 392 | 325 | 353 | 353 |
| Para los censos de 1962 a 1999 la población legal corresponde a la población sin duplicidades (Fuente: INSEE [Consultar]) |     |     |     |     |     |